# 石鑒 (宋朝)
石鉴（?—?），字太观，别字大观。壮族先民峒僚豪富，邕州宣化县（今广西南宁市）人，一说钦州人，北宋官员。
宋仁宗皇祐元年（1049年）石鉴考取文科进士。皇祐五年（1053年）五月，侬智高率军攻克邕州，杀富济贫，他的家属多为侬军所杀。石鉴逃奔桂州（治所在今广西桂林市）。侬智高兵败西奔特磨道（今云南文山州广南县）后，石鉴因熟悉左右江溪洞内情，自荐于宋军副将余靖，余靖收为幕僚。石鉴为余靖重用，至和元年（1054年），率左右江流域峒僚人袭击特磨道俘获侬智高母阿侬、弟侬智聪、儿子侬继封、侬继明。后升大理丞、桂州经略安抚使，官至尚书。